# Red Springs
Red Springs es un pueblo ubicado en el condado de Robeson y condado de Hoke en el estado estadounidense de Carolina del Norte. La localidad en el año 2000, tenía una población de 3.493 habitantes en una superficie de 7.3 km², con una densidad poblacional de 476.1 personas por km².

## Geografía
Red Springs se encuentra ubicado en las coordenadas 34°48′52″N 79°11′3″O / 34.81444, -79.18417. Según la Oficina del Censo, la localidad tiene un área total de 7,3 km² (2,8 mi²), de la cual 7,3 km² (2,8 mi²) es tierra y 0 km² (0 mi²) (0.0%) es agua.

### Localidades adyacentes
El siguiente diagrama muestra a las localidades en un radio de 16 kilómetros (9,9 mi) de Red Springs.

## Demografía
En el 2000 la renta per cápita promedia del hogar era de $24.194, y el ingreso promedio para una familia era de 34.760. En 2000 los hombres tenían un ingreso per cápita de $25.655 contra $18.974 para las mujeres. El ingreso per cápita para la localidad era de $15.347. Alrededor del 30.40% de la población estaba bajo el umbral de pobreza nacional.